# Mercator (Schiff, 1990)
Das Forschungsschiff Mercator ist das kleinste in einem deutschen Seeschiffsregister eingetragene deutsche Forschungsschiff und fährt für die Mercator-Forschungsgruppe e.V.

## Schiff
Das Motorboot Mercator wurde 1987 bis 1990 als Arbeitsplattform für maritime Forschungseinsätze gebaut. Erbauer war Wolfgang Knabe. Es handelt sich um einen Einzelbau in RFK-Bauweise. Am 22. März 1990 wurde die Mercator in Augsburg vom Augsburger Oberbürgermeister Hans Breuer getauft. Namenspate ist Gerhard Mercator. Im Winter 1994/1995 wurde die Mercator für den Einsatz in der Labradorsee umgebaut. Heimathafen des Forschungsschiffes ist Hamburg, Forschungsstützpunkt und Werft das Mercator-Forum in Königsbrunn. Die Mercator führt das Stadtwappen von Königsbrunn.

### Technische Daten
Das Schiff wird von zwei Yanmar-Dieselmotoren mit jeweils 74 kW Leistung angetrieben. Die Motoren, die jeweils rund 0,6 Liter Dieselkraftstoff pro Seemeile verbrauchen, wirken auf einen sechsflügeligen Propeller. Die Höchstgeschwindigkeit des Schiffes beträgt 13,5 Knoten. Die Reichweite des Schiffes beträgt bei einer Geschwindigkeit von 9,2 Knoten rund 465 Seemeilen. Der benötigte Treibstoff wird in Tanks mit 780 Litern Kapazität mitgeführt. Die Wassertanks fassen 360 Liter. Das Schiff ist mit einer Meerwasserentsalzungsanlage ausgestattet, die pro Stunde 8 bis 10 Liter Meerwasser entsalzen kann.
Das Leergewicht des Schiffes beträgt 8,6 Tonnen, die Nutzlast ist mit 3,2 Tonnen angegeben. Der Tiefgang beträgt maximal 0,9 Meter, der des leeren Schiffs 0,75 Meter.

## Bisherige Forschungseinsätze und Forschungsinhalt
1991–1992
Indischer Ozean / Arabisches Meer
- deutsche Kaufleute des 16. Jahrhunderts – Indische Westküste und Lakkadiven

1995
Atlantischer Ozean
- deutschsprachige Siedler des 18. Jahrhunderts, speziell kanadische Ostküste

1996
Atlantischer Ozean / Labradorsee
- deutsche Entdecker und Siedler des 15. bis 18. Jahrhunderts – Labradorküste

2003–2005
Pazifischer Ozean
- Spanisch-deutsche Handelsexpedition von 1526 – Tuamotu-Archipel und Gesellschaftsinseln